# Ugrunaaluk
Ugrunaaluk kuukpikensis
Genre
Espèce
Ugrunaaluk est un genre fossile de dinosaures ornithischiens herbivores de la famille des hadrosauridés (« dinosaures à bec de canard »).
Il est représenté par une unique espèce, Ugrunaaluk kuukpikensis, littéralement « brouteurs anciens de la rivière de Colville », découverte dans la Formation de Prince Creek, datée du Crétacé supérieur (Maastrichtien inférieur - il y a environ entre 72 et 68 Ma (millions d'années) -), dans le nord de l'Alaska aux États-Unis.
Le genre et l'espèce ont été nommés en 2016 par Hirotsugu Mori (d), Patrick S. Druckenmiller (d) et Gregory M. Erickson (d) de l’université de l'Alaska à Fairbanks,.

## Étymologie
Le nom générique, Ugrunaaluk, signifie « brouteur ancien » en langue inupiat et l'épithète spécifique, kuukpikensis, se réfère dans cette même langue au fleuve Colville, le long duquel les restes fossiles ont été mis au jour,.

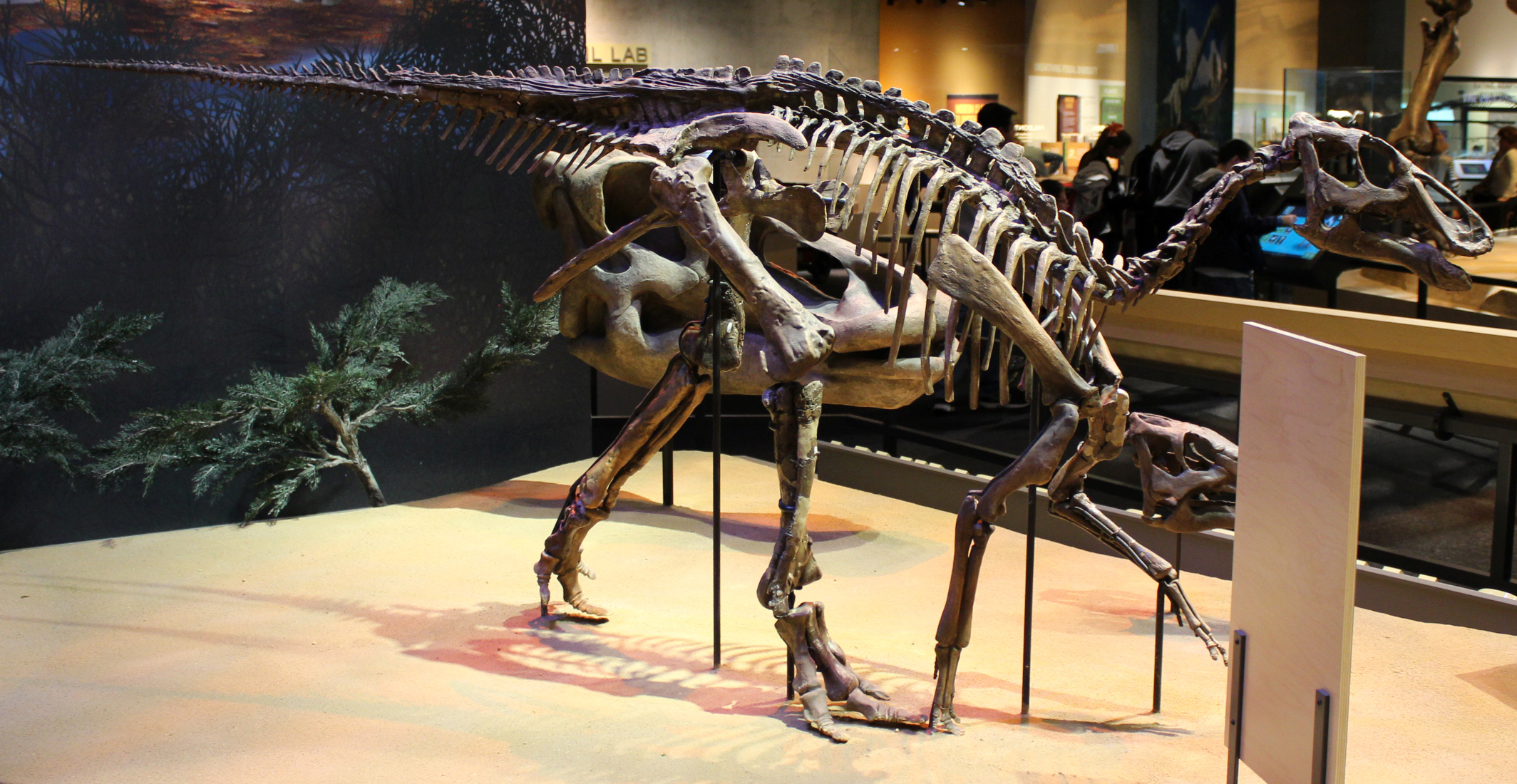
Squelette reconstitué d'un jeune Ugrunaaluk kuukpikensis, appelé précédemment Edmontosaurus sp.

## Historique
De très nombreux os d'hadrosauridés (plusieurs milliers) ont été collectés dans la couche à ossements de Liscomb dans la formation géologique de Prince Creek. Cependant la plupart de ces os appartiennent à des spécimens juvéniles, ce qui a compliqué leur identification.
Ce n'est qu'en 2014 que le paléontologue Hirotsugu Mori a pu déterminer, par traitement statistique et par comparaison avec les restes d'un Edmontosaurus de taille semblable (Edmontosaurus annectens), qu'il s'agissait selon lui d'un nouveau genre, distinct de l'autre hadrosauridé (Edmontosaurus regalis) présent avec lui dans ces sédiments de l'Alaska,. Mori et son équipe le décrivent en 2016 sous le nom d’Ugrunaaluk kuukpikensis.
Cette attribution est cependant remise en cause en 2017 par Hai Xing et al. qui le considèrent comme un nomen dubium non distinguable des autres Edmontosaurus regalis présents dans la couche à ossements.
Deux études de 2019 reconnaissent la validité de Ugrunaaluk kuukpikensis, et ont été acceptées,, :
- A. A. Farke et E. Yip, 2019[8],[9]
- R. Takasaki et al., 2019[10],[11]

Note : dans certaines classifications, la tribu Edmontosaurini est placée dans la sous-famille des Hadrosaurinae.